# Presa di Belgrado (1739)
La presa di Belgrado fu la riconquista di Belgrado (capitale della Serbia) da parte dell'Impero ottomano nel 1739.

## Antefatti
Secondo la Pace del Prut firmato nel 1711 tra l'Impero Ottomano e l'Impero russo, i russi avevano giurato di non interferire più negli affari della Confederazione Polacco-Lituana. Nella guerra di successione polacca (1733-1738), l'Austria asburgica e l'Impero russo erano alleati. Gli ottomani videro questa alleanza come una violazione del trattato e si impegnarono in una guerra contro la Russia. Essendo alleati della Russia, gli austriaci dichiararono guerra anche all'impero ottomano nel 1737. L'esercito austriaco fu sconfitto in due grandi battaglie, la battaglia di Banja Luka e la battaglia di Grocka, e dovette ripiegare su Belgrado.

## L'assedio
L'impero ottomano aveva conquistato Belgrado per la prima volta nel 1521 (la prima campagna di Solimano il Magnifico), ma la perse contro Eugenio di Savoia nel 1717 (vedi assedio di Belgrado (1717)). Gli ottomani aspettavano da allora un'opportunità per riconquistare la città. Dopo la battaglia di Grocka il gran visir Ivaz Mehmed Pascià assediò Belgrado (luglio 1739). In agosto, Hekimoğlu Ali Pascià (ex gran visir) lo raggiunse dal fronte occidentale, anche una milizia bosniaca prese parte all'attacco. Dopo un assedio di 51 giorni il conte Wallis, comandante austriaco, ordinò di bruciare la flotta del Danubio sotto il suo comando e chiese la pace.

## Negoziati di pace
Durante i colloqui di pace a Belgrado, Wilhelm Reinhard von Neipperg rappresentava l'Austria, mentre i delegati ottomani tra cui Mektupçu Ragıp (futuro gran visir Koca Ragıp) rappresentavano l'Impero Ottomano. Il cambiamento dei confini non causò grandi problemi: l'Austria accettò di cedere territori alla parte ottomana. La questione principale, tuttavia, era il futuro di Belgrado. La prima offerta austriaca fu di tenere Belgrado in cambio dei territori ceduti alla parte ottomana, che i rappresentanti ottomani rifiutarono. La seconda offerta della parte austriaca era di cedere Belgrado a condizione che le fortificazioni fossero demolite. Ivaz Mehmed Pascià rifiutò anche questa offerta. Le trattative si interruppero. Infine, Louis Sauveur Villeneuve, l'ambasciatore francese presso l'Impero Ottomano propose un compromesso in cui solo l'ex fortificazione ottomana sarebbe stata mantenuta. Entrambe le parti accettarono la proposta e il trattato fu firmato il 18 settembre 1739.

## Epilogo
Ad eccezione di una breve occupazione durante la Guerra austro-turca (1788-1791) gli austriaci non furono mai in grado di catturare Belgrado. Gli ottomani mantennero la città fino all'insurrezione serba. Fino al 1878, Belgrado fu una città della Serbia semi-indipendente sotto la sovranità ottomana (Suzerain). La Serbia ottenne la piena indipendenza con il Trattato di Berlino (1878).